# 南里侑香の2h
「A&G ARTIST ZONE 南里侑香の2h」は、2010年10月5日から2011年9月27日まで文化放送超!A&G+で放送されていた、生放送番組。パーソナリティは南里侑香、アシスタントは増田俊樹

## 番組概要

### パーソナリティ
パーソナリティ
南里侑香
アシスタント
増田俊樹

### 放送時間
2010年10月5日 - 2011年9月27日
火曜日 19:00 - 21:00（リピート放送：水曜日13:00 - 15：00）

## コーナー
集まれ!アナログ人間さん大集合
アナログ人間の南里がリスナーから寄せられたアナログ人間エピソードを紹介する。
「アナログ」は単に「古風な」という意味で使われており、「デジタルに対するアナログ」でなくてもよい。
2011年9月20日（第50回）で終了。
南里りょうの世界一キュートな小心者克服講座
ふかわりょうの持ちネタ「小心者克服講座」が好きな南里が、リスナーから寄せられたネタで「小心者克服講座」を披露する。
2010年10月12日（第2回）から。
愛の2hファミリー劇場・ご機嫌☆ゆうかママ / 2hファミリー劇場 ごきげんゆうかママ
20時台冒頭で、南里扮する「ゆうかママ」と増田扮する「まーくん」の寸劇を繰り広げる。リスナーから寄せられた、ゆうかママに甘えたいエピソードを紹介し、南里が応える。「南里りょうの世界一キュートな小心者克服講座」のオチから発展したコーナー。
2011年9月20日（第50回）で終了。
魔法少女ナンリエッタ
南里が「魔法少女ナンリエッタ」を演ずるショートドラマ。増田は悪役で登場する。
2010年10月5日（第1回）の曲コーナー内での企画が単独コーナー化。2011年9月20日（第50回）終了。

## ゲスト
- 第05回（2010年11月02日） - 明坂聡美、吉田仁美（飛び入り）、鷲崎健（飛び入り）
- 第07回（2010年11月16日） - 尾澤拓実
- 第09回（2010年11月30日） - コミネリサ
- 第10回（2010年12月07日） - KAiiDA（FictionJunction）
- 第12回（2010年12月21日） - 高橋美佳子
- 第19回（2011年02月08日） - Keiko、Hikaru（ゲスト予定だった同じKalafinaのWakanaがインフルエンザで自宅待機となり、急遽出演）
- 第22回（2011年03月01日） - 南條愛乃
- 第23回（2011年03月08日） - 鷲崎健（飛び入り）
- 第32回（2011年05月10日） - 中野愛子
- 第45回（2011年08月09日） - Keiko、Kaori（いずれも FictionJunction）